# Arroyo de la Encomienda
Arroyo de la Encomienda är en kommun i Spanien.   Den ligger i provinsen Provincia de Valladolid och regionen Kastilien och Leon, i den centrala delen av landet, 160 km nordväst om huvudstaden Madrid. Antalet invånare är 15 680. Arean är 11,0 kvadratkilometer. Arroyo de la Encomienda gränsar till Valladolid, Simancas, Ciguñuela och Zaratán. 
Terrängen i Arroyo de la Encomienda är platt.